# Marc Roch
Marc Roch (* 16. Januar 1969 in Düsseldorf) ist ein ehemaliger deutscher Fußballspieler.

## Karriere
Roch kam für Bayer 05 Uerdingen zu drei Einsätzen in der Bundesliga. In der Saison 1992/93, Bayer war Aufsteiger in der Liga, gab er sein Debüt beim Spiel gegen Eintracht Frankfurt; es war der 15. Spieltag. Auch an den beiden folgenden Spieltagen stand er für Bayer auf dem Rasen. Keins der Spiele wurde gewonnen, lediglich ein Punktgewinn durch ein 1:1-Unentschieden gegen Dynamo Dresden stand zu Buche. Die Krefelder stiegen zu Spielzeitende ab.
Roch wurde nach seiner Spielerlaufbahn Trainer. Er trainierte in der Jugendabteilung von Rot-Weiss Essen und Borussia Mönchengladbach.